# Stephanie Vander Werf
Stephanie Vander Werf (Panama, 26 ottobre 1986) è una modella panamense, incoronata Miss Panamá il 30 maggio 2012, in rappresentanza dello stato di Panamá Centro. Durante lo stesso concorso, la modella ha anche ottenuto la fascia di Miss Eleganza.
Di origini argentine, Stephanie Vander Werf si è laureata in pubblicità e relazioni pubbliche, presso l'Università Cristiana del Texas di Fort Worth, negli Stati Uniti. Già dall'età di quindici anni, la Vender Werf lavorava come modella professionista, ed aveva ottenuto una certa popolarità in patria, grazie ad un programma televisivo da lei condotto per due anni.
In qualità di rappresentante ufficiale di Panama, la Vender Werf parteciperà a Miss Universo 2012.